# Muradnagar
Muradnagar là một thành phố và là nơi đặt ban đô thị (municipal board) của quận Ghaziabad thuộc bang Uttar Pradesh, Ấn Độ.

## Địa lý
Muradnagar có vị trí 28°47′B 77°30′Đ / 28,78°B 77,5°Đ Nó có độ cao trung bình là 215 mét (705 feet).

## Nhân khẩu
Theo điều tra dân số năm 2001 của Ấn Độ, Muradnagar có dân số 74.080 người. Phái nam chiếm 53% tổng số dân và phái nữ chiếm 47%. Muradnagar có tỷ lệ 53% biết đọc biết viết, thấp hơn tỷ lệ trung bình toàn quốc là 59,5%: tỷ lệ cho phái nam là 61%, và tỷ lệ cho phái nữ là 44%. Tại Muradnagar, 13% dân số nhỏ hơn 6 tuổi.